# Antoine Thomas (Missionar)

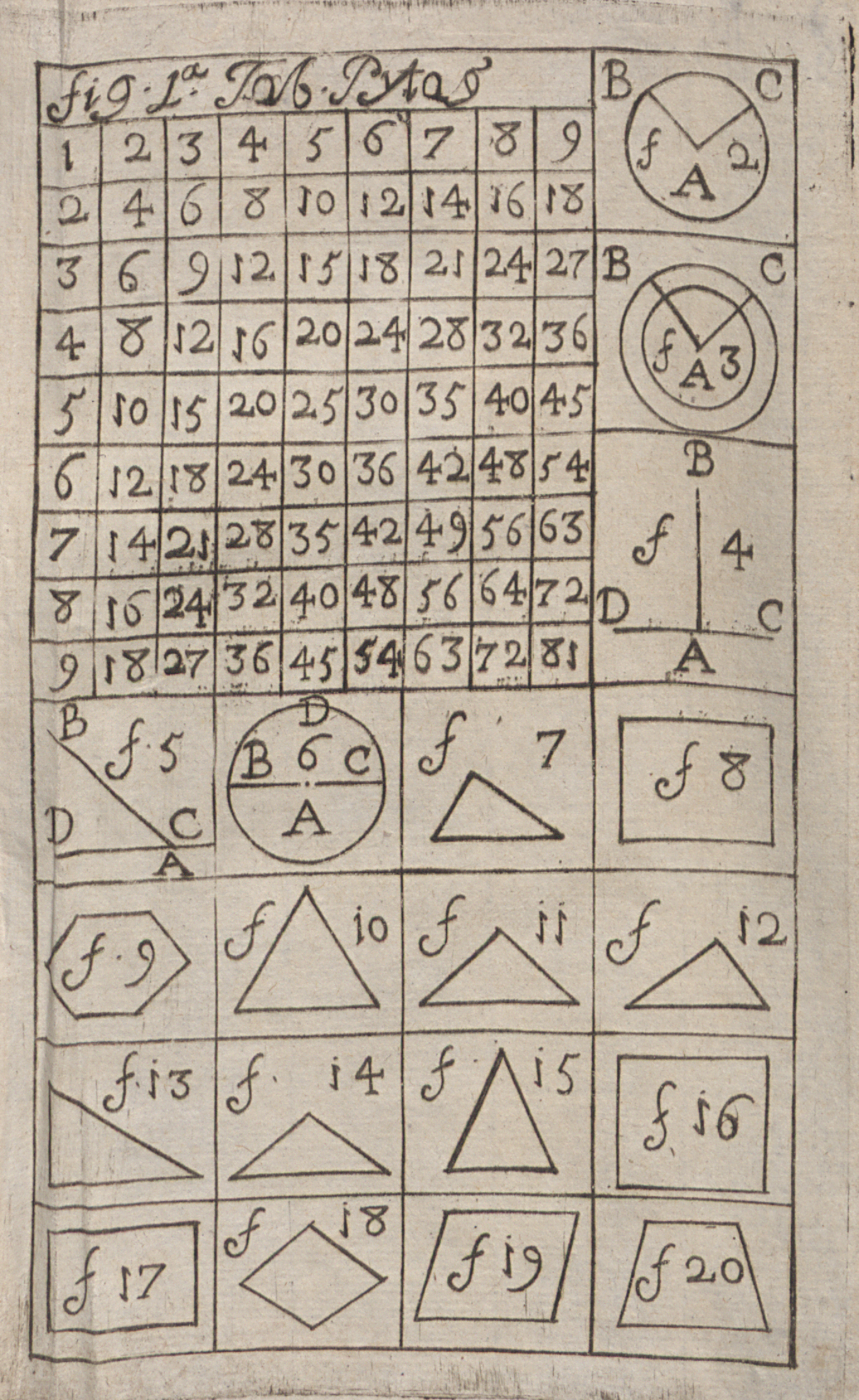
Synopsis mathematica, 1685

Antoine Thomas (* 25. Januar 1644 in Namur; † 29. Juni 1709 in Peking) war ein Jesuitenpriester, Missionar und Astronom am Hofe des Kaisers von China.

## Leben
1660 trat er in den Jesuitenorden ein und wurde nach erfolgter Ausbildung als Lehrer nach Armentières, Huy und Tournai geschickt. Darauf befasste er sich eingehend mit Mathematik und Astronomie und wurde auf eigenen Wunsch 1677 in das Kaiserreich China geschickt. Nach einer jahrelangen Reise über Goa, Siam und Malakka gelangte er schließlich 1682 nach Macau, dem damals einzigen Hafen zur Einreise nach China, wo er 1683 eine Sonnenfinsternis beobachten konnte.
Hier wurde er von Pater Ferdinand Verbiest nach Peking gerufen, wo er bald zum Vizepräsidenten das Mathematik-Tribunals ernannt wurde. Diese Stellung war sowohl wegen der Festlegung des kaiserlichen Kalenders als auch wegen der Nähe zum Kaiser von hoher Bedeutung. Nach dem Tode Verbiests 1688 übernahm er dessen Stelle als Mathematiker und Hofastronom. Während 20 Jahren war Pater Thomas ein enger Berater des Kaisers Kangxi, der ihn neben wissenschaftlichen auch zu moralischen und religiösen Fragen konsultierte. 1692 wurde ein Toleranzedikt ausgestellt, das den christlichen Missionaren fast völlige Freiheit in der Ausübung ihrer Tätigkeit zusagte.
Als jedoch zu diesem Zeitpunkt die Zukunft des Christentums in China gesichert schien, verschärfte sich der Ritenstreit in Europa. Die Jesuiten wurden beschuldigt, den neubekehrten Chinesen gewisse Riten wie beispielsweise die Ahnenverehrung zu gestatten, die in Europa als heidnisch galten. Der päpstliche Legat Charles Thomas Maillard de Tournon wurde 1705 nach Peking gesandt, um sich über die Orthodoxie dieser Riten ein Bild zu machen, welche von den Jesuiten als gesellschaftliche Bräuche bezeichnet wurden. Da er die offizielle Etikette (z. B. Kotau) missachtete, brüskierte er den Kaiser, der ihn zunächst wohlwollend empfangen hatte. 1707 gab Tournon ein Dekret heraus, in dem die Missionare unter Androhung schwerer kirchenrechtlicher Strafen zur Aufhebung dieser Riten verpflichtet wurden. Ein letztes Gesuch von Thomas, die Anwendung dieses Dekrets auszusetzen, um beim Papst Einspruch erheben zu können, wurde zurückgewiesen.
Nachdem Papst Clemens XI. 1715 Tournons Dekret bestätigt hatte, wurden 1722 die christlichen Missionare aus China ausgewiesen. Diese Entwicklungen erlebte Thomas jedoch nicht mehr, da er 1709 in Peking verstarb und neben Ferdinand Verbiest auf dem Jesuitenfriedhof in Peking begraben wurde, wo hundert Jahre zuvor Matteo Ricci seine letzte Ruhestätte gefunden hatte.

## Hauptwerk
- Synopsis mathematica. Douai 1685.